# Liam Hatch
Liam Hatch, född 3 april 1982 i Hitchin, England, är en engelsk före detta fotbollsspelare.